# 沈泽民

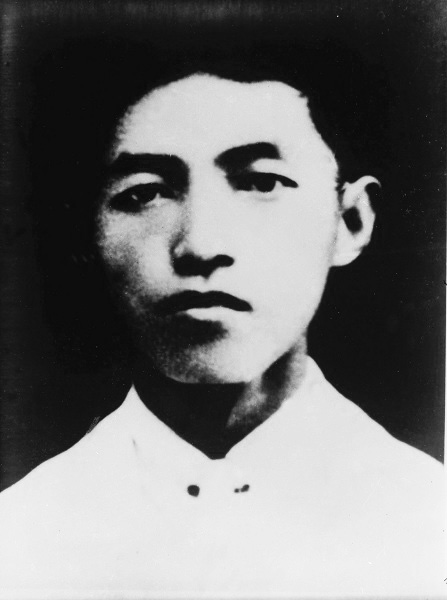

沈泽民（1900年6月23日—1933年11月20日），原名沈德齐，名德济，字泽民，笔名成则人、风、李清扬、明心、罗美等。浙江桐乡乌镇人。沈雁冰（茅盾）之弟。中共早期领导人。曾任中共中央宣传部部长、中共鄂豫皖中央分局委员、鄂豫皖省委书记。

## 生平
1912年，沈泽民考入浙江省立第三中学（在湖州）。1916年至1919年期间就读于南京河海工程专门学校，与张闻天、刘英士等同学。1920年7月，和张闻天结伴赴日，1921年1月，又和张闻天一起返回。在上海从事文学活动。经茅盾介绍，参加了共产主义小组。后在上海大学社会系任教。
1925年，沈泽民与张琴秋结婚。婚后两人受中共派遣，先后赴莫斯科中山大学学习。与张琴秋在苏联生下了一个女儿，取名叫玛娅。1930年，与张琴秋回国，为了工作方便，把女儿留在了莫斯科。1931年1月，在中共六届四中全会，当选为中央委员，并担任宣传部长。4月赴安徽六安金家寨任中央鄂豫皖苏区分局常委，兼任鄂豫皖省委书记。
1933年11月20日，沈泽民因肺病吐血不止逝世。